# Anthemis aetnensis
Anthemis aetnensis là một loài thực vật có hoa trong họ Cúc. Loài này được Schouw ex Spreng. mô tả khoa học đầu tiên năm 1826.